# Aethiessa zarudnyi
Aethiessa zarudnyi är en skalbaggsart som beskrevs av Kieseritzky 1910. Aethiessa zarudnyi ingår i släktet Aethiessa och familjen Cetoniidae. Inga underarter finns listade i Catalogue of Life.